# شاهد (مجموعه تلویزیونی آمریکایی)
شاهد (انگلیسی: Eyewitness) نام یک مجموعه تلویزیونی درام و بر اساس مجموعه تلویزیونی نروژی به همین نام ساخته شده‌است و داستان دو پسر نوجوان با نام فیلیپ شی (تایلر یانگ) و لوکاس والدنبک (جیمز پکستون) و رابطه این دو است و اینکه این دو شاهد قتل سه نفر بودند.